# 五月女幸雄
五月女 幸雄 Saotomé Yukio（さおとめ ゆきお、1937年2月18日 - ）は、前衛美術出身、フランス在住の画家。

## 来歴・人物
栃木県宇都宮市に生まれる。教師であった両親の下で、幼少時より絵を描き始める。栃木県立石橋高等学校に進み、社会科教諭・大島清次に出会う。後に栃木県立美術館および世田谷美術館の館長となる大島は、当時の社会状況や現代思想について、ことあるごとに生徒たちに語って聞かせていた。社会の実相を見つめる目、美術への志向がこうして養われていく。
蕨画塾（埼玉県蕨市）に入り、彫刻を長谷秀雄に、絵画を寺内萬次郎、金子徳衛に学ぶ。同じ頃彫刻家・石井鶴三に出会ってその芸術観に感動し、東京芸術大学彫刻科の石井教室を目指して数度の受験に臨むが入学は叶わず、最後に合格通知を受け取った埼玉大学教育学部の美術科に入学することとなった。大学では彫刻と絵画を学ぶ一方で、木材、紙、ガラスといった素材を駆使して実験的な作品を作り始める。在学中より「新制作協会展」「読売アンデパンダン展」に出品。
1960年「20代作家集団」第1回展に参加。後に現代美術の代表的存在となる高松次郎はじめ同年代の作家達と交わり、前衛美術運動へ踏み込んでいった。前衛の時代と言われる60年代。安保闘争を機に社会運動の波の中へと飲み込まれていく時節に、大きな力への対抗意識は当時の若い美術家たちが共有していたものであった。
1961年「埼玉前衛芸術作家集団」[注1]を創設。地元美術家たちとの活動を拡大する。
1965年「ジャパン・アンデパンダン・アート・フェスティバル」（岐阜）では、長良川河畔に櫓を組み火を焚く展示など、社会とのぶつかり合いを経験しながら生み出される作品は、いつしかイベント的表現へと変わっていった。そのコンセプトは、やがて舞台の上で展開されていく。
1967年 「第19回全国現代舞踊新人公演」で、藤井公率いる「東京創作舞踊団」の舞台美術を担当。照明との駆け引きを巧みに利用した舞踊空間は、舞踊家への好評と共に舞台美術の新人登場として舞踊雑誌「現代舞踊」[注2]に紹介された。現代舞踊家たちとの舞台美術活動は続き、その後の作品制作にさまざまな閃きを与えている。
1969年「人間商品」を発表。ガラス・ケースに人間そのものを入れた展示は、当時の行き過ぎた物質文明への痛烈な風刺であった。毎日現代日本美術展（東京都美術館）六本木自由劇場[注3]とシリーズ展示されて話題になり、1971年、渋谷スペース・ラボラトリー［注４］（現・APIA 40）の個展「THE BODYS」では、警察の手入れを受ける。作品没収となるが、没収の対象は賛同出演していた若き舞踊家たちであったことから作者としての逡巡が続く。翌1972年、ニューヨークでの発表が最後となった。
このような中で再び向かった「描く」こと。20代からの実験的な活動の一方で、折に触れ九十九里の浜辺に出掛けては、光と戯れる波の姿を写し取るようにキャンバスに描いていた。海に向かってひたすら描く営みを繰り返し、内から沸き上がる「描く」行為に心身を委ねる。転機と言えるこの時期、頻繁に海に対峙しながら筆による写実的な表現に自分を見出していった。アメリカで興ったスーパーレアリズム が美術界を席捲し、エア・ブラシによる描写がキャンバスに繰り広げられていた時分に、質感を求めて油絵具と筆にこだわった、必然ともいえる平面作品への展開であった
1973年の「国際青年美術家」展では、球体に広がる海と、空に舞う新聞紙をモチーフとした極めて写実的な絵画作品を発表する。「北関東美術展」には、逆光に映える水平線と照明が造る舞台空間を平面絵画に現した「ホリゾント・ライト」を出品。この作品は、審査委員長であった高階秀爾の目に留まった。高階の豊かな語彙によって目の前で語られる提言は、新たな方向を指し示すものとなる。イタリア・ルネサンスの再認識、フランス象徴主義への萌芽を生む。
パリ、モランタン・ヌヴィヨン画廊 (1975年)、東京日仏学院‐新しい画家シリーズ(1976年)、新宿紀伊国屋画廊(1980年)で個展。
1987年、渡仏、定住する。 同年秋「サロン・ドートンヌ」入選に始まり、フランス国内外の美術展に出品。
1990年 、「シャトー・ベイシュヴェル国際現代芸術センター」(ボルドー)第1回招待作家に選抜される。シャトーに滞在して得た構想による3枚組(Triptyque)の“忘れられた捧げもの” は、象徴主義へのスタートとなった。
2001年、池田20世紀美術館「五月女幸雄　束の間の幻影～フランスからの贈り物」は、NHK日曜美術館・アートシーンで紹介された。
2003年、埼玉県立近代美術館「迷宮と幻影」展では、渡仏後の作品83数点に1970年代作品10点が加わる。
2006年、13年がかりの大規模工事を終えたグランパレでサロン展が再開。以降コンパレゾンに参加(Art en Capital～Comparaisons)。日本セクション責任者。
2010年、アトリエをパリよりEpernay(エペルネ)に移転。

## 展覧会履歴
| 1960年/ 01.26～31         | 第1回20代作家集団展                                               | 池袋三越百貨店                       |
| 1960年/ 09.22～           | 第24回新制作協会展 (初入選 以降1963年まで出品)                    | 東京都美術館                         |
| 1961年/ 03.02～16         | 第13回読売アンデパンダン展                                        | 東京都美術館                         |
| 1962年/ 02.13～18         | 第2回国際青年美術家展 - 汎太平洋美術家展                          | 銀座松坂屋                           |
| 1965年/ 08.09～19         | ジャパン・アンデパンダン・アートフェスティバル                    | 岐阜市民センター                     |
| 1967年/ 10.17-28          | 個展 ≪現在未来因果経≫                                             | 銀座クリスタル画廊                   |
| 1969年/ 05.10～30         | 第9回現代日本美術展・第3部門立体«人間商品»                        | 東京都美術館                         |
| 1971年/ 05.18-24          | 個展 インスタレーション≪ザ・ボディーズ≫                           | 渋谷スペース・ラボラトリー           |
| 1973年/ 03.16～21         | 第7回国際青年美術家展                                             | 池袋西武百貨店                       |
| 1974年/ 02.16～03.24      | 第1回北関東現代美術展 / 準大賞受賞                                | 栃木県立美術館                       |
| 1974年/ 05.10～30         | 第11回日本国際美術展－国内部門 [複製・映像時代のリアリズム]       | 東京都美術館                         |
| 1974年/ 09.06～           | 第1回東京国際具象絵画ビエンナーレ                                 | 渋谷東急百貨店本店                   |
| 1975年/ 03.04～12         | 第18回安井賞展                                                    | 西武美術館                           |
| 1975年/ 07.17～28         | 沖縄海洋博記念・海を描く現代絵画コンクール展 / 優秀賞受賞         | 新宿伊勢丹                           |
| 1975年/ 12.04～14         | 第11回今日の作家－“今日の静物”                                    | 横浜市民ギャラリー                   |
| 1976年/ 03.02～09         | 東京日仏学院・新しい画家シリーズ～五月女幸雄絵画展                | 東京日仏学院・                       |
| 1976年/ 03.06～23         | 第19回安井賞展                                                    | 西武美術館                           |
| 1977年/ 02.19～03.27      | 第2回北開東美術展                                                 | 栃木県立美術館                       |
| 1978年/ 11.09～           | 第4回インド・トリエンナーレ                                       | ニューデリー                         |
| 1978年/ 12.13～18         | 第1回エンバ賞美術展                                               | 芦屋市民センター                     |
| 1979年/ 09.03～09         | 第23回シェル美術賞                                                | 東京セントラル美術館                 |
| 1980年/ 02.23～03.10      | 第23回安井賞展                                                    | 西武美術館                           |
| 1980年/ 02.23～03.23      | 第3回北関東美術展                                                 | 栃木県立美術館                       |
| 1982年/ 02.26～03.16      | 第25回安井賞展                                                    | 西武美術館                           |
| 1987年 － 2000 年         | サロン・ドートンヌ                                                | グランパレ & 特設会場， パリ         |
| 1988年                    | 第24回コートダジュール国際絵画大賞展 / 準大賞受賞                 | ニース                               |
| 1988年/ 03                | 第28回サロン・ナショナル・オルレアン /大衆賞受賞衆賞受賞          | オルレアン                           |
| 1989年                    | 第23回インターナショナル・コンテンポラリーアート展                | モンテカルロ                         |
| 1989年/ 06.02～12         | ル・サロン / 金賞受賞                                             | グランパレ, パリ                     |
| 1990年/ 02.25～03.25      | 今日の造形展                                                      | 栃木県立美術館                       |
| 1990年/ 07.01～08.30      | シャトー・ベイシュヴエル国際現代芸術センター /選抜招待            | シャトー・ベイシュヴェル，ボルドー   |
| 1991年                    | 〃 〃 選抜作家紹介展                                              | シャトー・ベイシュヴェル，ボルドー   |
| 1993年/ 02.16～04.04      | サントリー美術館大賞展                                            | サントリー美術館，東京               |
| 1995年/ 09.15～10.22      | 現代美術の手法展‐コラージュ」                                     | 練馬区立美術館                       |
| 1996年/ 12.15～1997.01.14 | サロン・デ・ボザール 海を描く絵画展                               | パリ海洋美術館，                     |
| 1998年/ 02.11～23         | 妖精の世界展                                                      | 大丸ミューゼアム，東京               |
| 2001年/ 09.01～11.03      | 五月女幸雄の世界 - 幻影の贈物・フランスから                       | 池田二十世紀美術館                   |
| 2003年/11.15～2004/01.12  | 迷宮と幻影－上村次敏・五月女幸雄                                  | 埼玉県立近代美術館                   |
| 2006年 — 2020年毎年       | アート・アン・キャピタル/コンパレゾンArt en Capital /Comparaisons | グランパレ, パリ                     |
| 2012年/ 06.12～07.28      | Exposition Yukio Saotomé」                                        | エペルネ市メディアテック・センター、 |
| 2014年/ 03.23～.04.06     | 第17回アート・ヴイヴァン国際絵画ビエンナーレ                      | シヤロン・アン・シャンパーニ         |
| 2014年/ 06.27～07.31      | ヘンリー4世アートフェスティヴァル「美の遺産」                     | シヤロン・アン・シャンパーニ         |
| 2016年/ 06.               | アート・ビエンナーレBAS ART 企業メセナ アート・フェスティヴァル   | フレジュス                           |

## 主な作品
- 地球の日の思い出  /鏡，木材パネル   /  1968年  / 講談社「現代の美術」弟５巻掲載
- 過去･現在因果経  / インスタレーション  / 1968年  / みずゑ No.832 掲載
- 人間商品  / ガラスケース,人間,羽毛  / 1969年 / 毎日現代美術展にて発表
- ザ・コンステレーション  / 油彩絵画  / 1975–78  / 東京都現代美術館蔵
- ホリゾント・ライト  /  油彩絵画  / 1974  / 栃木県立美術館蔵
- クリスタル・サイレンス  /  油彩絵画  / 1979  /  宇都宮市立美術館蔵
- クリスタル  / 油彩絵画  / 1988 / 個人 蔵
- 束の間の幻影  / 油彩絵画  / 1990 / 埼玉県立近代美術館蔵
- 忘れられた捧げ物   / 油彩絵画  / 1991 / 大阪芸術館－天保山(旧大阪サントリー美術館)蔵
- 永遠への賛歌　/ 油彩絵画   / 1995 / 個人蔵
- プライベート・シティ  / 油彩絵画  / 2000  / 個人蔵
- 広場　/ 油彩絵画   / 2001  / 個人蔵
- KAGUYA   / 油彩絵画  / 2015-2018 / 作家蔵
- しだれ桜　/ 油彩絵画　/2015-2018 / 個人蔵

## 参考資料
・五月女幸雄のオフィシャルサイト
・展覧会カタログより
・五月女幸雄の画才は常人には計り知れない